# Prononciation de l'anglais
La prononciation de l'anglais varie considérablement dans sa phonologie, principalement en raison de son histoire, à travers différentes périodes historiques distinctes, et de son expansion géographique. Néanmoins, la variation de la prononciation de l'anglais peut se catégoriser en quatre principaux groupes, le premier en fonction de son histoire (vieil anglais, moyen anglais, anglais moderne naissant et anglais moderne) ; le second, de sa géographie (anglais britannique, anglais américain ainsi que d'autres variétés régionales) ; le troisième, de caractéristiques sociologiques, par exemple, l'âge, le genre, le groupe social, la prononciation anglaise des langues étrangères — notamment étudiée par Snježana Kordić en croate — ou la prononciation de l'anglais par des locuteurs non natifs — notamment étudiée par Christopher Hall en allemand et Alexander Ronelle en bosnien, croate et serbe — ; et le quatrième en fonction des situations et des circonstances dans lesquelles se trouve le locuteur, qui modifient le degré de formalité, le respect des règles, des normes ou des coutumes en matière de communication, par exemple l'utilisation de jargon et de l'argot.
La langue anglaise ne possède pas de modèle de prononciation uniforme qui puisse être considéré comme « correcte », mais la Received Pronunciation (« prononciation reçue », anglais britannique normalisé au Royaume-Uni) et le General American (anglais normalisé aux États-Unis) sont les plus souvent mentionnés comme des standards, en particulier dans l'apprentissage de la langue. En dehors de ces formes d'anglais normalisées, il existe de nombreuses formes de prononciation différentes mais mutuellement compréhensibles.
Le nombre de sons utilisés en anglais parlé varie d'un dialecte à un autre, et dépend également du linguiste qui les recense. Par exemple, le Longman Pronunciation Dictionary de John C. Wells, utilisant les symboles de l'alphabet phonétique international, met en évidence 24 consonnes et 23 voyelles utilisées dans la prononciation reçue, plus deux consonnes et quatre voyelles supplémentaires utilisées exclusivement dans des mots étrangers. L'American Heritage Dictionary, quant à lui, suggère 25 consonnes et 18 voyelles (y compris voyelles rotacées) pour l'anglais américain, ainsi qu'une consonne et cinq voyelles pour les mots non anglais.
La prononciation anglaise est également dite prosodique, phonotactique et tonique. Chacune de ces caractéristiques modifie le signifié et le signifiant, c'est-à-dire le sens du message ainsi que sa forme transmise. Des écrivains et poètes, notamment francophones comme Stéphane Mallarmé selon Jean-Pol Madou et Michael Edwards, décrivent l'anglais comme une « langue structurellement moderne » qui sonne, poétique et permet de « jouer avec la langue avec génie ».

## Histoire

### Vieil anglais
Connu grâce aux textes religieux ou aux poésies, notamment ceux du XIe siècle où les écrits dans cette langue sont nombreux, le vieil anglais possède une graphie en grande partie phonétique. Il marque notamment l'apparition des phonèmes /ʃ/, /d͡ʒ/, /t͡ʃ/, ainsi que de nouvelles occurrences de /j/.

### Moyen anglais
Le « grand changement vocalique » ou « grande mutation vocalique » (Great Vowel Shift) intervient du XVe siècle (bien qu'il commence à se manifester dès la fin du XIVe siècle) à la fin du XVIe siècle. Il s'agit d'une modification importante de la prononciation anglaise, et notamment de la fermeture des voyelles longues,. On assiste à la fermeture du timbre des voyelles longues ou à une diphtongaison alliant des éléments très écartés ([a] + [i], [a] + [u]) pour les voyelles longues les plus fermées ([i:] et [u:]). Ainsi, i passe de [i:] à [ai], ee et ea passe respectivement de [e:] à [i:] et de [ɛ:] à [i:], a prononcé [æ:] devient [ei], ou passe de [u:] à [au], oo passe de [o:] à [u:] et oa passe de [ɔ:] à [əu].

### Anglais moderne
Avec la généralisation de l'alphabétisation, on note dès la fin du XIXe siècle une tendance à prononcer les mots plus près de leur graphie. Des mots tels que often ou again tendent à se prononcer non plus seulement respectivement ['ɒfn] et [ə'gen] mais également ['ɒftən] et [ə'geɪn]. En dehors de l'Amérique du Nord, une transformation se produit depuis quelques dizaines d'années avec le groupe phonique [oʊ] qui est remplacé par [əʊ] : ainsi boat, auparavant prononcé [boʊt], devient [bəʊt].

## Phonologie
Dearest creature in creation,

Study English pronunciation.

I will teach you in my verse

Sounds like corpse, corps, horse, and worse.

I will keep you, Susy, busy,

Make your head with heat grow dizzy.

Tear in eye, your dress will tear.

En 1928, Gerard Nolst Trenite a publié un poème de 164 vers nommé The Chaos mettant en avant les irrégularités de la prononciation anglaise. La Spelling Society a republié en 1992-1993 la version complète du poème, contenant cette fois 274 vers.

### Phonèmes

#### Voyelles
Les voyelles et diphtongues sont "la chair de la langue". Les sons voyelles sont divisés en deux groupes: les longs qui sont suivis de /ː/ et les courts. Les sons longs sont plus longs que leurs équivalents français et les courts plus courts. Ils peuvent être ordonnés selon qu'ils sont "antérieurs" (la langue est avancée dans le palais, "postérieurs" (la langue est reculée) ou "moyens". Les sons indiqués sont ceux de la Received Prononciation (R.P.), la plus enseignée dans le monde non anglophone, celle de la BBC et des groupes plus instruits du Sud de l'Angleterre.

##### Monophtongues fortes
- Le son voyelle /iː/ est proche du français "dire", mais plus long; il comporte de nombreuses graphies : ee (see), e (obscene, obese), ea (meat), ie (believe), ei ou ey (receive, key), et enfin i dans certains emprunts lexicaux (machine, police). Dans une moindre mesure, cette voyelle peut également s'écrire ay (quay, eo (people) et ae dans le cas des mots latin (Caesar, formalae)[12].

Le son voyelle /ɪ/ n'existe pas en français, mis à part en français québécois, où il se substitue régulièrement au son /i/. Dans le cas d'une syllabe accentuée, il est représenté par les lettres i (it, this), y (rhythm), et dans une moindre mesure, e (pretty, England).
Souvent, lors de l'apprentissage de l'anglais, la différence entre les deux voyelles dans les mots « kit » et « leave » s'explique par la différence entre le « i » court et long. Cependant, le « i » dans « kit » est beaucoup plus proche du « é » français dans « café ». Le "ea" dans "leave" est beaucoup plus proche du français "ill" dans "fille". Il ne s’agit donc pas seulement d’une différence dans la longueur de la voyelle, mais aussi dans sa qualité.
- Le son /e/ (appelé è bref), à mi-chemin entre le français "thé" et pêche"et plus bref, peut s'écrire e, penny; ea, readily (volontiers); a, any; ie friend.

Le son voyelle /ɛ/ est proche; il dispose des graphies e (bed), ea (breakfast, a (many), u (bury), ei (leisure), eo (leopard), ainsi que ay (says) et ai (said) .
Le son /æ/ appelé "a" bref est presque toujours orthographié a, black, car.
Le son /ʌ/ est proche du français "basse", ou "bonne", mais prononcé très bref. Il se rencontre presque uniquement en syllabe accentuée, ou dans des préfixes ou suffixes portant ou pas un accent secondaire. Les graphies sont généralement :  u, under, uncle; et aussi o, love; ou, enough; oo, blood; oe, he does it.
Le son /aː/, appelé "a" long, proche du français "pâté", en plus long; sa graphie est généralement: a, father; ar, large; al half; ea heart; au, laugh (to) /laːf/;
Le son /ɒ/, appelé "o" bref, est plus proche du /aː/ que du o du français "porte". Il s'orthographie o, often; a, what ; au,because ; ou cough /kɒf/ tousser ; ow, knowledge.
Le son /ɔ̝ː/ (appelé "o" long), assez proche du son de "apôtre" en plus guttural. Les graphies les plus courantes sont: aw , law; au daughter; mais aussi a, war; walk; ou thought (pensée); exceptionnellement oo, door.
Le son /u/ (appelé "ou" bref), assez proche du français "bouc" en plus court; Il s'orthographie u, push (to); mais aussi: oo, book; ou, could; o, woman.
Le son /uː/ (appelé "ou"long), assez proche du français "rouge" en plus allongé. En général oo, cool; ou, wound (blessure); o, to move; ew, crew (équipage); et plus rarement u, ue, true ; ui, fruit ; oe, shoe ; et même oeu manoeuvre ; iou Sioux /suː/.
Le son /juː/ correspond en général à : u, acute (aigu) ; ue, fuel ; ew, few; eu, feud (inimitié)  et même eau, beauty.
Le son /ɜː/, (appelé "e" long), proche du français "peur" en plus long. Ce son est celui des groupes, quand ils sont en position finale ou suivis d'une consonne : -ur, church; -ir, fir (sapin), er, to err (se tromper); et -eur, amateur pour des mots d'origine française. Souvent aussi -ear, -our suivis d'une consonne, to learn (apprendre), to adjourn (ajourner). Et -or, lorsque ce groupe est précédé de la lettre w, word, work, world.

##### Monophtongues faibles
Les voyelles faibles sont les voyelles présentes dans les syllabes non accentuées. La plus courante en anglais est la voyelle /ə/ (schwa).
Noté /ə/ avec l'alphabet phonétique international, le schwa apparaît en anglais dans le seul contexte d'une syllabe non accentuée. Ressemblant aux voyelles /ʌ/ et /ɜ/, il peut être représenté par de nombreuses graphies. Tous les sons voyelles non accentués peuvent se prononcer /ə/, sauf /i:/ et /u:/.

##### Diphtongues et triphtongues
Une diphtongue est un son possédant deux éléments voyelles, la première étant forte et la seconde faible. La phonologie de l'anglais en distingue huit : /eɪ/, /aɪ/, /ɔɪ/, /əʊ/, /aʊ/, /ɪə/, /eə/ et /ʊə/. On peut distinguer trois groupes selon la voyelle faible qui termine la diphtongue, dans l'ordre /i/, /ʊ/ et /ə/. Il existe également des triphtongues, des éléments à trois sons composés d'une diphtongue et du son schwa.
La diphtongue /ei/. La prononciation est proche du son français dans "oseille". La graphie la plus courante est a + consonne + voyelle, age, late. D'autres orthographes sont : ei, eight; ey, they, grey; ai, to say; ea, steak, great.
La diphtongue /ai/; le son est proche des mots français aie, aille ou ail. L'orthographe est généralement i suivi de consonne + e muet, ice; d'autres orthographes sont : -igh, night; eigh, height; ie, to die; y, to cry ; plus rare, uy, to buy ; ey , an eye.
La diphtongue  /ɔ̝i/, s'orthographie  oi, oil (pétrole) ; oy boy;
La diphtongue /əʊ/ correspond à plusieurs orthographes: o final, no /əʊ/, go ; o + consonne + e muet, nose, stone; o + 2 consonnes, most ; ainsi que ow, to know; oa, boat ; oe, toe (orteil) ; ou, soul (âme).
La diphtongue /aʊ/. Le son est comme yaourt; la graphie : au, house; ow, town, cow, now.
La diphtongue /ɪə/ ; son proche dans pieu,mieux. Orthographe : -ear, year, to hear, dear ; -eer, beer ; ere, here; -ea, idea; -ier to pierce (percer) ; -eir, weird (étrange) ; ia, serial (feuilleton) 
La diphtongue /eə/ son glissé du français ai de "mais" vers le e de "le", ai-e. Il y a quatre graphies principales : air, hair ; -ar, share (part) ; -ear, to wear (porter un vêtement) ; -ar, various, Mary ; mais aussi there et  their lorsqu'ils sont accentués.
La diphtongue /ʊə/. Le son peut être rapproché du -oue de "éboueur". Orthographe: -oor, poor ; -our (mots d'origine française) tourist ; -ur (suivi de -e ou autre voyelle) sure.

##### Réduction vocalique
La réduction vocalique est le processus de modification des voyelles dans certains cas particuliers. Une voyelle est dite « réduite » lorsqu'elle change de timbre du fait de sa présence dans une syllabe non accentuée. Ceci se produit notamment lorsqu'un suffixe s'ajoute à un mot pour en former un nouveau : la voyelle /ʌ/ de courage (/'kʌrɪdʒ/) par exemple se transforme en un schwa /ə/ dans courageous (kə'reɪdʒəs/).

#### Consonnes
Les sons consonnes sont le squelette des mots et phrases anglaises. Sans eux une phrase serait incompréhensible
|                       |            | Labiale | Dentale | Alvéolaire | Post-alvéolaire | Palatale | Vélaire | Glottale |
| --------------------- | ---------- | ------- | ------- | ---------- | --------------- | -------- | ------- | -------- |
| Nasale                | Nasale     | m       |         | n          |                 |          | ŋ       |          |
| Occlusive / Affriquée | non voisée | p       |         | t          | t͡ʃ              |          | k       |          |
| Occlusive / Affriquée | voisée     | b       |         | d          | d͡ʒ              |          | g       |          |
| Fricative             | non voisée | f       | θ       | s          | ʃ               |          | (x)[a]  | h        |
| Fricative             | voisée     | v       | ð       | z          | ʒ               |          |         |          |
| Spirante              | Spirante   |         |         | l          | r[b]            | j        | w[c]    |          |

[a] La consonne /x/ n'existe pas dans la plupart des dialectes, et elle est généralement trouvée dans les emprunts, particulièrement dans les mots écossais comme loch, et gallois. C'est l'équivalent de la jota espagnole. La graphie kh est utilisée comme en français pour transcrire ce son dans des mots issus de langues utilisant d'autres alphabets comme le russe, l'arabe.
[b] La consonne rhotique anglaise est généralement une consonne spirante post-alvéolaire labialisée, écrite [ɹ̠ʷ], ou en anglais américain, une consonne spirante rétroflexe labialisée, écrite [ɻʷ].
[c] Dans certains dialectes écossais, irlandais, et sud-américains, la consonne spirante non voisée /ʍ/ existe, représentée par le digramme ⟨wh⟩. Donc, les mots « wine » (le vin) et « whine » (gémir) sont distingués.

##### Consonnes fricatives
Elles sont articulées en resserrant le chenal expiratoire et sont caractérisées par un bruit de frottement.
Il s'agit de quatre couples, dont la première est non voisée ou sourde et la seconde est voisée ou sonore: /f/, /v/;  /θ/, /ð/; /s/, /z/; /ʃ/, /ʒ/;
/f/ et /v/ se prononcent comme en français; le son /f/ correspond à la graphie f comme fine, mais aussi à ph comme en français dans des mots d'origine grecque, et parfois à la graphie gh, comme to laugh, /la:f/ rire;
/v/ correspond à la graphie v, sauf of, qui se prononce /ov/ pour être différencié de off  ;
/s/ est sourd, /z/ est sonore; /s/ correspond , comme en français aux différentes graphies s, ss, c ou sc (devant e, i ou y);
/z/ s'orthographie z ou zz, mais aussi s (to house) ou même ss (to possess); à l'initiale x se prononce z, sauf dans X-mas (Christmas) et dans X-ray et ses dérivés;
/ʃ/ se prononce comme le ch de chambre; il correspond le plus fréquemment à la graphie sh comme shell (coquille); plus rarement à la graphie s ou ss suivis de u sure (sûr) , to assure (assurer) ainsi qu'à des graphies française ou germanique conservées "ch" machinery (mécanisme), "sch" schnapps (gin hollandais), et enfin au milieu de certains mots avec les graphies "ti" condition, "si" Asia, "ci" social, "ce" ocean, "sci" conscience
/ʒ/ comme le ge de genou est présent : très rarement en initiale, plus souvent en finale dans des mots d'origine française qui conservent leur graphie, gendarme, barrage; à l'intérieur de certains mots avec la graphie "si" decision, s ou z suivis de u pleasure plaisir, azure azur.
/h/ est dit aspiré, en fait il est expiré par une brève contraction du diaphragme, comme à l'occasion d'un rire ; il peut s'écrire wh dans who; il n'est généralement pas prononcé dans des mots grammaticaux très fréquents comme he, him, her, has, have, had ; il ne se prononce pas non plus dans les groupes de lettres ch, gh, ph, rh, sh, th, sauf si le h est l'initiale du deuxième terme d'un mot composé.

###### Prononciation de th
Le digramme th transcrit quatre prononciations distinctes, les deux premières étant les plus fréquentes.
- La première est une consonne fricative dentale voisée, représentée par le symbole /ð/. Celle-ci est présente la plupart du temps dans les mots grammaticaux (articles, adverbes, pronoms, etc.) tels que the, this, that, though ou there[22].
- La deuxième est une consonne fricative dentale sourde, représentée par le symbole /θ/, et présente principalement dans les noms, les adjectifs et les verbes : thing, thousand, through, think, thank.
- La troisième, rare, est identique à celle du t /t/: Thailand, Anthony.
- Lorsque le t et le h proviennent de deux composants distincts, chaque lettre garde sa prononciation: lighthouse[23].

##### Consonnes occlusives
L'air est retenu par les lèvres ou la langue avant d'être libéré pour la prononciation du son
Il s'agit des trois couples /p/, /b/; /t/, /d/ et /k/, /g/.
/p/ est sourd ou non voisé. C'est un son très court; /b/ est sonore, plus long que /p/ et n'entraïne pas d'expiration;
/t/ est sourd, /d/ voisé;
/k/ est sourd; /g/ est sonore et plus long que /k/. Le son /k/ correspond à plusieurs graphies: k dans keep; c devant a, o, u cat, could, hiccup (hoquet); ck dans sick; ch dans chaos; qu dans quay (quai); le son /g/ correspond généralement à g comme dans bag. Il peut aussi parfois correspondre à gh comme ghost (fantôme), gu comme guest (invité).

###### Phénomène d'aspiration
Pour un article plus général, voir Aspiration (phonétique).

##### Consonnes affriquées
Ce sont des phonèmes ou sons du langage doubles, formés d'une occlusive et d'une fricative;
/tʃ/, comme cheese ou match, correspond le plus souvent à la graphie "ch" et aussi à la graphie"t" suivie de -ure nature, ion question, et aussi -eous righteous (vertueux) ;
/dʒ/ correspond en général à la graphie "j", joke (plaisanterie) ; ou encore g devant e, i danger ;  /dʒ/ correspond aussi à dj to adjust, dg edge (bord) ou gg to suggest

##### Consonnes nasales
/m/, /n/: la graphie est toujours m, mm ou n, nn ; elles ne sont jamais nasalisées comme en français an ou on.
/ng/ est très utilisé car toujours présent dans les participes présents et gérondifs anglais; la graphie est ng , to sing et aussi -nk, to think

##### Consonne latérale/l/
/l/ est une consonne dite latérale car l'air sort par les côtés de la langue ; il correspond toujours à une graphie l ou ll;
/r/ anglais se prononce avec la pointe de la langue appuyée sur le palais; il se rapproche du r roulé du midi de la France; à la fin d'un mot en anglais britannique il ne se prononce pas et allonge la voyelle précédente, en américain il est prononcé pour lui-même; ainsi car se prononce /ka:/ en anglais britannique et /ka:r/ en anglais américain.

##### Semi-voyelles ou semi-consonnes
/w/ et /j/ sont toutes deux sonores;
/w/ a le son de oui ou de soir; sa graphie est généralement w well ou wh when, parfois u bref comme dans conquest et dans des mots commençant par qu- comme quality et equ- comme equal; après c dans des mots d'origine française comme cuisine; après g en syllabe non accentuée surtout en finale, -guage language, -guid languid (languissant), -guine sanguine, -guish anguish; dans quelques autres mots one, suite (à l'hôtel);
/j/ a le son de yes; il s'écrit aussi i + autre voyelle; il précède souvent également -u uniform ainsi que -ew yew, -eau beauty, -eou courteous (courtois), -eu Europe

### Phonotaxe

#### Structure des syllabes

##### Attaque
Ce qui suit peut constituer l'attaque :
| Tous les phonèmes consonnes sauf /ŋ/ | |
| Plosive et approchante autre que /j/ : /pl/, /bl/, /kl/, /ɡl/, /pr/, /br/, /tr/[1], /dr/[1], /kr/, /ɡr/, /tw/, /dw/, /ɡw/, /kw/, /pw/                | play, blood, clean, glove, prize, bring, tree[1], dream[1], crowd, green, twin, dwarf, language, quick, puissance     |
| Fricative sourde et approchante autre que /j/[2] : /fl/, /sl/, /θl/[3], /fr/, /θr/, /ʃr/, /hw/[4], /sw/, /θw/, /vw/                                  | floor, sleep, thlipsis[3], friend, three, shrimp, what[4], swing, thwart, reservoir                                   |
| Consonne et /j/ (avant /uː/ ou /ʊr/) : /pj/, /bj/, /tj/[5], /dj/[5], /kj/, /ɡj/, /mj/, /nj/[5], /fj/, /vj/, /θj/[5], /sj/[5], /zj/[5], /hj/, /lj/[5] | pure, beautiful, tube[5], during[5], cute, argue, music, new[5], few, view, thew[5], suit[5], Zeus[5], huge, lurid[5] |
| /s/ et plosive sourde[6] : /sp/, /st/, /sk/ | speak, stop, skill |
| /s/ et nasale autre que /ŋ/[6] : /sm/, /sn/ | smile, snow |
| /s/ et fricative sourde[3] : /sf/, /sθ/ | sphere, sthenic |
| /s/, plosive sourde et approchante[6] : /spl/, /skl/[3], /spr/, /str/, /skr/, /skw/, /smj/, /spj/, /stj/[5], /skj/                                   | split, sclera, spring, street, scream, square, smew, spew, student[5], skewer                                         |
| /s/, fricative sourde et approchante[3] : /sfr/ | sphragistics |

Notes :
1. Dans de nombreux dialectes, /tr/ et /dr/ ont tendance à être affriqués : tree ressemble à chree et dream ressemble à jream[24],[25],[26].
2. Dans certains[Lesquelles ?] dialectes, /r/ est remplacé par /wr/ dans les mots commençant par wr- (write, wrong, wren, etc.)[réf. nécessaire].

#### Enchainement des sons
Afin d'éviter le hiatus, c'est-à-dire l'enchainement de deux voyelles, l'anglais ajoute un [r] de liaison aux mots finissant par <r> lorsque le mot suivant débute par une voyelle (for a walk, your uncle),. Dans les mots his, her, him et dans l'article he, le son [h] ne se prononce plus s'il n'est pas en début de phrase, sauf dans le cas où le mot le précédant finit par une voyelle (I see her).

### Prosodie

#### Accentuation du mot
L'accent tonique peut être comparé aux "nerfs de la langue anglaise"Le principal mécanisme d'identification des mots anglais est la position de l'accent tonique qui affecte une syllabe prononcée plus fortement dans les mots de deux syllabes et plus. L'accent provoque la « réduction » des voyelles inaccentuées, c'est-à-dire le changement de leur timbre. Ainsi, la prononciation des phonèmes d'un mot nécessite de connaître la place de son accent. Les mots comportent tous un accent principal ainsi que, très souvent, un accent secondaire. Compte tenu du nombre important de règles et plus encore d'exceptions, l'accent tonique s'apprend principalement par les oreilles et la pratique.
Cependant, trois schémas généraux d'accentuation permettent de deviner l'accentuation de la majorité des mots.
En premier lieu la majorité des substantifs de deux syllabes sont accentués sur la première syllabe, English, music.
En second lieu, dans la majorité des mots lexicaux (adjectifs, verbes, adverbes), la racine du mot est accentuée et non le préfixe ou le suffixe, dislike.
En troisième lieu, l'accent tonique porte sur le premier mot de la majorité des substantifs composés dont le sens diffère de celui des mots individuels les composant: ice cream ; week-end.
Les règles principales plus détaillées sont néanmoins très utiles à connaître.

##### Monosyllabes
Pris séparément, ils sont tous accentués. Mais à l'intérieur d'une phrase, les mots lexicaux sont accentués alors que beaucoup de mots grammaticaux (article, pronoms, verbes auxiliaires, prépositions) sont inaccentués et réduits à une consonne et le schwa.

##### Mots de deux syllabes
Ils sont pour la plupart accentués sur le radical et la première syllabe,comme city.
S'il y a un préfixe qui n'est plus perçu comme tel , mais fait partie intégrante du mot, le radical, donc la deuxième syllabe est alors accentué, forget.
Pour certains mots d'origine française ou latine souvent composés d'un préfixe et d'un radical, ils sont accentués sur la première syllabe s'ils sont des noms ou adjectifs, comme export et sur la deuxième lorsqu'ils sont des verbes, comme export.

##### Mots de trois syllabes et plus
Les mots de trois syllabes sont accentués généralement sur la première syllabe, marvellous, mais il y a de nombreuses exceptions dues à l'influence des préfixes et suffixes.
Les mots de plus de trois syllabes d'origine gréco-latine sont en général accentués sur l'antépénultième ou avant-avant-dernière syllabe, intelligent.

##### Influence des suffixes
Ces règles générales sont souvent infirmées par l'influence des affixes, - suffixes et préfixes -.
La place de l'accent principal est déterminée prioritairement par certaines terminaisons appelées « contraignantes », le nombre de syllabes du mot ayant par la suite une importance.

###### Accent toujours sur la dernière syllabe
avec les suffixes: -ade, grenade ; -ee, adressee ; -eer, engineer ; -ette, brunette (d'origine française) ; -ice, advice ; -ique, oblique, critique ; -esque, picturesque ; -oo, bamboo ; -ooon, baboon. Ces terminaisons contraignent donc l'accent à se placer sur elles-mêmes (schéma accentuel oxyton).

###### Accent toujours sur l'avant-dernière syllabe
Dans les mots qui se terminent par 
-les suffixes adjectifs -ial, colonial ;  ; -ient, efficient ;  -ior, inferior ; -ious, ambitious ; -eous, courageous ;
- les suffixes substantifs: -ian, Arabian, technician; ; -ience, efficience ; -ion, opinion ; -iour, behaviour.
Pour les suffixes suivants en deux syllabes : -ental, continental ; -ensive, comprehensive ; -endent, independent ; -escence, adolescence ; -ernal, external ; -herent, adherent ; -herence, coherence ; -icidal, homicidal ; -itis, bronchitis ; -osis, diagnosis.

###### Accent toujours sur l'avant-avant-dernière syllabe
Celle qui précède les suffixes suivants en deux syllabes : -ety, society, variety; -itous,calamitous, gratuitous ; -itive, competitive, repetitive ; -itant, hesitant, militant ; -itude, solitude, exactitude ; -logy, ecology, geology ; -logism, syllogism, neologism ; -logist, meteorologist, genealogist ; -graphy, geography, demography; -grapher, biographer, photographer ; -cracy, democracy, bureaucracy ; -gony, cosmogony, agony (douleur extrême); -gonist, antagonist, protagonist ; -gonal, diagonal, hexagonal    
Ainsi, les terminaisons -ity (correspondant aux noms) ; -ify et -ish (correspondant aux verbes) ; -ic et -ible/-igible (correspondant aux adjectifs), et -ion ; -ia, -ial, -ian ; -ious, -ient, -iate ; -uous ; -uent, -uate contraignent l'accent principal à se placer sur la syllabe qui les précède (schéma accentuel paroxyton ou proparoxyton selon que les terminaisons elles-mêmes ont une ou deux syllabes).
Les terminaisons verbales -ent et -ant contraignent elles l'accent à se placer deux syllabes avant elles-mêmes (schéma accentuel proparoxyton). Les terminaisons adjectivales induisent deux accentuations régulières différentes selon leur environnement consonantique[précision nécessaire].

##### Influence des préfixes
En règle générale, l'accent principal d'un mot ne tombe pas sur le préfixe.

#### Rythme et accent de phrase
À la différence du français, le rythme de l'anglais n'est pas syllabique mais accentuel,.
Le rythme de l'anglais est déterminé par ses schémas d'accentuation : l'accent tonique affecte certains mots et syllabes.Les mots importants de la phrase, , le plus souvent des mots lexicaux, - noms, adjectifs, adverbes, verbes principaux -, ainsi que la plupart des mots servant aux questions et négations, sont mis en relief et conservent leur accentuaton intérieure propre. Les autres termes de la phrase, le plus souvent des mots grammaticaux, - articles, pronoms, verbes auxiliaires sauf à la fin d'une phrase, prépositions, conjonctions - , ne portent pas d'accent, leur voyelle étant souvent prononcée comme un schwa. Néanmoins, certains mots grammaticaux conservent leur prononciation, comme ceux contenant une voyelle longue ou une diphtongue (may, might); les prépositions off et on (pour ne pas les confondre avec of et in) ; les postpositions qui indiquent le sens principal d'une action, par exemple come in. Ainsi les phrases suivantes : I need to see a doctor. Where can I find a bank ? For English rhythm, tap your feet. Fast or slow just keep the beat.

#### Intonation
L'amplitude dans l'intonation est plus importante en anglais qu'en français. Elle part d'un niveau plus haut et est généralement descendante.

### Mots étrangers ou d'origine étrangère
Les mots empruntés au français contenant la lettre u, tels que musique (emprunté à l'époque du moyen anglais), muse, entrevue (devenu interview) ou muet (devenu mute) ont vu la modification de leur prononciation en entrant dans le vocabulaire anglais. Ceci est dû au fait qu'il n'existe pas de voyelle combinant l'articulation à l'avant de la bouche avec l'arrondissement des lèvres. Le son a alors été remplacé par /ju/, déjà présent en anglais par exemple dans les mots you et few,.

## Accents et variations régionales

### Au Royaume-Uni et en Irlande

#### Received Pronunciation
Également appelé Oxford English, Queen's English (« anglais de la reine » en français)  ou BBC English, en référence au groupe audiovisuel le plus influent du Royaume-Uni qui l'utilise, la BBC, la Received Pronunciation est le dialecte de prestige au Royaume-Uni, parlé par seulement 2 % de la population. Il n'a en revanche pas d'influence ou de prestige particulier dans le reste du monde anglophone.

### En Amérique du Nord

Zone des États-Unis où l'accent local est le plus proche du General American, selon les travaux du linguiste William Labov.

L'accent standard américain, appelé General American (GenAm) ou parfois Network English (l'anglais utilisé à la télévision), concerne environ les deux tiers de la population américaine. C'est un accent « neutre » qui n'est associé à aucune partie des États-Unis en particulier, contrairement à ceux de l'est ou du sud par exemple, qui sont des accents régionaux forts, ou à certains accents associés à des groupes sociaux ou ethniques, tels que l'anglais afro-américain. Il s'agit néanmoins d'une notion floue qui ne correspond réellement qu'à ce qui est appelé une « uniformité diversifiée ». Le GenAm est rhotique, contrairement à l'anglais de New York, à Boston, et dans le sud des États-Unis dans lequel la non-rhoticité est sporadique.

Zone des États-Unis où le contraste entre les prononciation de /hw/ et /w/ est le plus fort. Dans presque tout le reste du pays, ils sont prononcés de la même manière,.

En anglais d'Amérique, les oppositions /i/ ≠ /ɪ/ et /ə/ ≠ /ʌ/ sont neutralisées devant /r/ et les voyelles /ɛ/, /eɪ/ et /æ/ se confondent en /ɛ/ devant /r/.
C'est un accent dit rhotic, en d'autres termes le /r/ est toujours prononcé, dans n'importe quel contexte. De plus, on observe une vélarisation du /l/ communément appelé dark L. Cette vélarisation du /l/ s'opère aussi dans n'importe quel contexte.

### Dans les Antilles
Dans les Antilles, la neutralisation des oppositions /θ/ ≠ /t/ et /ð/ ≠ /d/ chez les classes populaires, particulièrement fréquente lorsque la consonne est suivie d'un /r/, entraine l'homophonisation de three et tree, through et true, thin et tin, etc. Dans ces mêmes classes, on assiste à la réduction des groupes consonantiques finaux : les lettres /t/ et /d/ disparaissent dans les mots tels que left ou send. Le groupe /ks/ n'est cependant pas affecté.
L'anglais antillais introduit une semi-voyelle /j/ entre une consonne occlusive vélaire et une voyelle ouverte (cat est prononcé /kjat/) et une semi-voyelle /w/ entre une occlusive bilabiale et /aɪ/ (Received Pronunciation = /ɔɪ/) : point par exemple est prononcé /pwaɪnt/. Ce phénomène ne se produit pas si /aɪ/ correspond à /aɪ/ en RP : buy se prononce /baɪ/ dans les deux cas.

### En Inde
En Inde, malgré le fait que certains locuteurs en haut de la pyramide sociale visent la Received Pronunciation, le mélange de l'anglais avec l'une des nombreuses langues locales est souvent si fort qu'il est très difficile pour un Anglais ou un Américain de communiquer avec un Indien. Les éléments caractéristiques sont la rétroflexion des consonnes /t/, /d/, /s/, /z/, /l/, /r/ et /n/, ainsi que l'absence de réduction vocalique du fait du poids égal donné aux syllabes.

### En Afrique
La particularité de l'anglais d'Afrique du Sud est qu'il est non-rhotique, sauf dans certains cas où l'influence de l'afrikaans est manifeste. Le phonème /ɪ/ est scindé en deux allophones : [ɪ], en général à proximité d'une consonne vélaire, comme dans big ou kiss ; et [ə], comme dans bit ou lip. Ceci provoque de nouvelles homophonies telles que except/accept. Il a un /r/ apico-alvéolaire [ɾ] (prononcé avec la pointe de la langue contre les gencives supérieures internes) ou roulé lorsque celui-ci est en position initiale, intervocalique (entre deux voyelles) ou dans les agrégats consonantiques /θr/, /tr/, /dr/ et /gr/.

### Dans les pays non anglophones
Les francophones ont tendance à remplacer le son /ɪ/, qui n'existe pas en français, par le son /i/. La voyelle /ʌ/ est fréquemment prononcée /œ/ (beurre, seul). La consonne glottale /h/, inexistante en français, est généralement omise ou au contraire prononcée là où elle est absente de peur de l'oublier, par hypercorrection. La nasale vélaire anglaise /ŋ/ présente dans les mots en -ing (thing, being) est souvent prononcée, en français, suivie par une occlusive /g/ (comme dans parking /paʁ'kiŋg/). Le [b], pourtant muet à la fin des mots en -mb (climb, bomb), est rétabli par prononciation orthographique.